# Jean Richepin
Jean Richepin (4. února 1849 Médéa – 12. prosince 1926 Paříž) byl francouzský básník, dramatik a romanopisec.

## Život
Narodil se v rodině vojenského lékaře Julese Richepina a Rose rozené Beschepoix. S manželkou Marií (1876), měl tři syny: Jeana Luise (1898), Jeana Pierra (1901) a Jacquese, který byl také dramatik.
Jean Richepin začal studovat medicínu, ale vzdal se jí, aby mohl studovat literaturu na École Normale. Odešel ze školy bez titulu a nějaký čas se toulal po Francii. Jeho první kniha poezie La Chanson des gueux vyšla v roce 1876. Místní úřady reagovaly na jeho hrubý jazyk tím, že ho odsoudily k měsíčnímu vězení.
Svým ostrým a odvážným jazykem zkoumal nižší vrstvy společnosti. Stejně jak Émile Zola revolucionizoval román svým naturalismem, dělal v tomto období totéž pro francouzskou poezii.
Navzdory kritice pokračoval Richepin v psaní svým stylem. Svou volbu jazyka obhajoval tím, že by se dalo tvrdit, že je to zbytečné a odporné, ale není to nemorální. Mezi jeho básnická díla patří Les Caresses (1877), Les Blasphèmes (1884) a La Mer (1886). Napsal tři romány, a řadu úspěšných her. V roce 1908 byl zvolen do Francouzské akademie a později se stal jejím ředitelem.

## Dílo

### V češtině
- Bizarní smrti – přeložil Emanuel Čenkov. Praha: František Šimáček, 1894
- Povídka z cirku – př. Jaroslav Hladík. Praha: Jan Otto, 1894
- Z druhého světa – př. F. Jiřický. Praha: Dělnická knihtiskárna, 1898
- Historie ze zásvětí: román dobrodružný – př. František Sekanina. Praha: J. Otto, 1901
- César Borgia: historický román – př. B. Pacáková-Pasovská. Praha: Grossman a Svoboda, 1905
- Tulák: lyrické drama ve 4 jednáních – hudbu složil Xaver Leroux; př. Josef Vymětal. Praha: F. Šimáček, 1908[2]
- Zlatý had a jiné povídky – př. Jaroslav Pšenička: Praha: Alois Hynek, 1911[3]
- Nahý vrah – ze sbírky Bizarní smrti; př. Jaroslav Pšenička; in: 1000 nejkrásnějších novel... č. 1. Praha: J. R. Vilímek, 1911[4]
- Úspěchy Césara Borgie: historický román – př. Josef Koupil. Praha: Časopis Havlíček, 1912[5]
- Vějička – př. Marie Majerová. Praha: J. Otto, 1918[6]
- Zločiny Borgiů: historický román z dob největšího rozkvětu moci papežské – př. Josef Koupil. Praha: Volná myšlenka československá, 1920
- Španělské povídky – Praha: J. Otto, 1921
- Miarka, dcera medvědice – Plzeň: Karel Beníšek, 1922